# Yordanis Durañona
Yordanis Durañona (ur. 2 maja 1988 na Hawanie) – dominicki lekkoatleta specjalizujący się w trójskoku. Do 2012 roku reprezentował Kubę.
W 2013 zdobył złoty medal mistrzostw Ameryki Środkowej i Karaibów. Brązowy medalista igrzysk Ameryki Środkowej i Karaibów (2014). W 2015 stanął na najwyższym stopniu podium mistrzostw NACAC. Medalista kubańskiej olimpiady narodowej.
Rekordy życiowe: stadion – 17,20 (16 sierpnia 2014, Meksyk) / 17,28w (25 kwietnia 2009, Hawana); hala – 15,79 (11 lutego 2012, Fayetteville).

## Osiągnięcia
| Rok  | Impreza                                  | Miejsce        | Lokata            | Wynik (m) |
| ---- | ---------------------------------------- | -------------- | ----------------- | --------- |
| 2009 | Mistrzostwa Ameryki Środkowej i Karaibów | Hawana         | 4. miejsce        | 16,76     |
| 2013 | Mistrzostwa Ameryki Środkowej i Karaibów | Morelia        | 1. miejsce        | 16,45     |
| 2014 | Igrzyska Wspólnoty Narodów               | Glasgow        | 8. miejsce        | 15,81     |
| 2014 | Igrzyska Ameryki Środkowej i Karaibów    | Xalapa         | 3. miejsce        | 16,67     |
| 2015 | Igrzyska panamerykańskie                 | Toronto        | 4. miejsce        | 16,72     |
| 2015 | Mistrzostwa NACAC                        | San José       | 1. miejsce        | 16,98     |
| 2015 | Mistrzostwa świata                       | Pekin          | el. – 21. miejsce | 16,27     |
| 2016 | Halowe mistrzostwa świata                | Portland       | 16. miejsce       | 15,27     |
| 2016 | Igrzyska olimpijskie                     | Rio de Janeiro | el. –             | NM        |
| 2017 | Mistrzostwa świata                       | Londyn         | 11. miejsce       | 16,42     |